# Andrew Tennant (wielrenner)
Andrew Tennant (Wolverhampton, 9 maart 1987) is een Brits voormalig baan- en wegwielrenner.

## Carrière
Zijn eerste succes op internationaal niveau behaalde Tennant op het onderdeel de ploegenachtervolging bij de Europese kampioenschappen baanwielrennen in 2008 bij de beloften. Hij won met zijn ploeg goud op dit onderdeel. Één jaar later won hij tweemaal zilver op individuele onderdelen; zowel bij de achtervolging als bij de puntenkoers was hij succesvol bij de Britse kampioenschappen baanwielrennen. In de jaren 2010, 2013, 2014 en 2015 was hij met de ploeg succesvol op de Europese kampioenschappen baanwielrennen. In alle vier de jaren wonnen zij goud bij de ploegenachtervolging. Dezelfde kleur medaille won hij met de ploeg op het wereldkampioenschap baanwielrennen van 2012.
Op de weg was Tennant eenmaal succesvol; hij zegevierde in 2015 in de tweede etappe van de Flèche du Sud. Hij reed zijn gehele carrière bij Britse wielerploegen die het mogelijk maakten om het baan- en wegwielrennen te combineren.

## Palmares

### Baan
| Jaar    | BK                          | EK                                   | WK                                   | Overige |
| Belofte | Belofte                     | Belofte                              | Belofte                              | Belofte |
| ------- | --------------------------- | ------------------------------------ | ------------------------------------ | ------- |
| 2008    |                             | ploegenachtervolging                 |                                      |         |
| Elite   |                             |                                      |                                      |         |
| 2009    | achtervolging · puntenkoers |                                      |                                      |         |
| 2010    |                             | ploegenachtervolging                 | ploegenachtervolging                 |         |
| 2011    |                             |                                      | ploegenachtervolging                 |         |
| 2012    |                             |                                      | ploegenachtervolging                 |         |
| 2013    |                             | ploegenachtervolging                 | ploegenachtervolging                 |         |
| 2014    | achtervolging · koppelkoers | achtervolging · ploegenachtervolging |                                      |         |
| 2015    | achtervolging               | ploegenachtervolging                 | ploegenachtervolging                 |         |
| 2016    |                             |                                      | ploegenachtervolging · achtervolging |         |
| 2017    |                             |                                      |                                      |         |
| 2018    | achtervolging               |                                      |                                      |         |

### Weg
2015
2e etappe Flèche du Sud

## Ploegen
- 2010 –  Motorpoint-Marshalls Pasta
- 2011 –  Rapha Condor Sharp
- 2012 –  Rapha Condor
- 2013 –  Madison Genesis
- 2014 –  Madison Genesis
- 2015 –  Team Wiggins
- 2016 –  Team Wiggins
- 2017 –  Team Wiggins
- 2018 –  Canyon Eisberg
- 2019 –  Canyon dhb p/b Bloor Homes
- 2020 –  Canyon dhb p/b Soreen
- 2021 –  Canyon dhb SunGod